# Berliner Theatertreffen 1980 bis 1989
Sämtliche zum Berliner Theatertreffen eingeladenen Inszenierungen von 1980 bis 1989:

## 17. Theatertreffen 1980
- Schaubühne am Halleschen Ufer Berlin – Ernst Jandl – Aus der Fremde – Regie: Ellen Hammer
- Schauspielhaus Bochum – Thomas Brasch – Lieber Georg – Regie: Manfred Karge und Matthias Langhoff
- Schauspielhaus Bochum – William Shakespeare – Maß für Maß – Regie: B. K. Tragelehn
- Schauspielhaus Bochum – Thomas Bernhard – Vor dem Ruhestand – Regie: Claus Peymann
- Theater der Stadt Heidelberg – Nikolaj Gogol – Der Revisor – Regie: David Mouchtar-Samorai
- Schauspielhaus Köln – Heinrich von Kleist – Das Käthchen von Heilbronn – Regie: Jürgen Flimm
- Nationaltheater Mannheim – Arnolt Bronnen – Vatermord – Regie: Jürgen Bosse
- Schlosstheater Moers – Euripides – Die Bacchantinnen – Regie: Holk Freytag
- Burgtheater Wien – Maxim Gorki – Sommergäste – Regie: Achim Benning
- Wuppertaler Bühnen – Pina Bausch – Arien – Inszenierung und Choreographie: Pina Bausch

## 18. Theatertreffen 1981
- Schaubühne am Halleschen Ufer Berlin – Antikenprojekt II. Die Orestie des Aischylos – Regie: Peter Stein
- Schauspielhaus Bochum – Thomas Bernhard – Der Weltverbesserer – Regie: Claus Peymann
- Schauspielhaus Bochum – Georg Büchner – Marie.Woyzeck – Regie: Manfred Karge und Matthias Langhoff
- Schauspiel Frankfurt am Main – Johann Wolfgang von Goethe – Iphigenie auf Tauris – Regie: Hans Neuenfels
- Thalia-Theater Hamburg – Marieluise Fleißer – Fegefeuer in Ingolstadt – Regie: Benjamin Korn
- Theater der Stadt Heidelberg – William Shakespeare – Viel Lärm um nichts – Regie: David Mouchtar-Samorai
- Schauspielhaus Köln – Samuel Beckett – Glückliche Tage – Regie: Luc Bondy
- Schauspielhaus Köln – Peter Greiner – Kiez – Regie: Walter Bockmayer
- Schauspielhaus Köln – Witold Gombrowicz – Yvonne, die Burgunderprinzessin – Regie: Luc Bondy
- Burgtheater Wien – Robert Musil – Die Schwärmer – Regie: Erwin Axer
- Wuppertaler Bühnen – Pina Bausch – Bandoneon – Inszenierung und Choreographie: Pina Bausch
- Schauspielhaus Zürich – Friedrich Schiller – Die Verschwörung des Fiesco zu Genua – Regie: Hans Hollmann

## 19. Theatertreffen 1982
- Freie Volksbühne Berlin – Johann Wolfgang von Goethe – Faust – Regie: Klaus Michael Grüber (mit Bernhard Minetti als Faust)
- mahagonny – Zeitgenössische Theater- und Filmarbeit in Verbindung mit Schaubühne am Lehniner Platz Berlin: Samuel Beckett – Mercier und Camier und Ohio Impromptu – Eingerichtet von: Christian Bertram
- Schiller Theater Berlin – Heinrich von Kleist – Penthesilea – Regie: Hans Neuenfels
- Schiller Theater Berlin (Schloßpark-Theater) – Robert Musil – Die Schwärmer – Regie: Hans Neuenfels
- Schauspielhaus Bochum – Anton P. Tschechow – Der Kirschgarten – Regie: Manfred Karge und Matthias Langhoff
- Schauspielhaus Bochum – Gotthold Ephraim Lessing – Nathan der Weise – Regie: Claus Peymann
- Theater der Stadt Heidelberg – Christopher Marlowe – Edward II. – Regie: David Mouchlar-Samorai
- Schauspiel Köln – Georg Büchner – Leonce und Lena – Regie: Jürgen Flimm
- Schauspiel Köln – Maxim Gorki – Nachtasyl – Regie: Jürgen Gosch
- Münchner Kammerspiele – Johann Wolfgang von Goethe – Torquato Tasso – Regie: Ernst Wendt

## 20. Theatertreffen 1983
- Schaubühne am Lehniner Platz Berlin – William Shakespeare – Hamlet – Regie: Klaus Michael Grüber (mit Bruno Ganz als Hamlet)
- Schaubühne am Lehniner Platz Berlin – Botho Strauß – Kalldewey, Farce – Regie: Luc Bondy
- Schauspielhaus Bochum – Heinrich von Kleist – Die Hermannsschlacht – Regie: Claus Peymann (mit Gert Voss als Hermann und Kirsten Dene als Thusnelda)
- Theater  Bremen – Reinhild Hoffmann – Könige und Königinnen – Choreographie: Reinhild Hoffmann
- Düsseldorfer Schauspielhaus – Calderon de la Barca – Das Leben ein Traum – Regie: Michael Gruner
- Düsseldorfer Schauspielhaus – Heiner Müller – Die Schlacht – Regie: B. K. Tragelehn
- Deutsches Schauspielhaus Hamburg – Johann Wolfgang von Goethe – Der Groß-Cophta – Regie: Augusto Fernandes
- Deutsches Schauspielhaus Hamburg – Peter Handke – Über die Dörfer – Regie: Niels-Peter Rudolph
- Schauspiel Köln – Molière – Der Menschenfeind – Regie: Jürgen Gosch
- Münchner Kammerspiele – Robert Wilson – Die goldenen Fenster – Regie: Robert Wilson
- Staatstheater Stuttgart – Friedrich Schiller – Demetrius – Regie: Hansgünther Heyme
- Staatstheater Stuttgart – Gotthold Ephraim Lessing – Nathan der Weise – Regie: Hansgünther Heyme
- Schauspielhaus Zürich – Anton P. Tschechow – Iwanow – Regie: Arie Zinger
- Schauspielhaus Zürich – Gotthold Ephraim Lessing – Minna von Barnhelm – Regie: Jürgen Flimm

## 21. Theatertreffen 1984
- Schaubühne am Lehniner Platz Berlin – Anton P. Tschechow – Drei Schwestern – Regie: Peter Stein
- Schaubühne am Lehniner Platz Berlin – Anton P. Tschechow – An der großen Straße – Regie: Klaus Michael Grüber
- Schauspielhaus Bochum – William Shakespeare – Das Wintermärchen – Regie: Claus Peymann
- Schauspielhaus Bochum – Thomas Bernhard – Der Schein trügt – Regie: Claus Peymann
- Schauspielhaus Bochum – Heiner Müller – Verkommenes Ufer / Medeamaterial / Landschaft mit Argonauten – Regie: Manfred Karge und Matthias Langhoff
- Theater  Bremen – Reinhild Hoffmann – Callas – Choreographie: Reinhild Hoffmann
- Thalia-Theater Hamburg – Gerhart Hauptmann – Michael Kramer – Regie: Rudolf Noelte
- Schauspiel Köln – Robert Wilson unter Mitarbeit von Heiner Müller – the CIVIL warS – Regie: Robert Wilson
- Nationaltheater Mannheim – Anton P. Tschechow – Onkel Wanja – Regie: Harald Clemen
- Bayerisches Staatsschauspiel München – Henrik Ibsen – Baumeister Solness – Regie: Peter Zadek (mit Barbara Sukowa und Hans Michael Rehberg als Baumeister)
- Münchner Kammerspiele – Gotthold Ephraim Lessing – Emilia Galotti – Regie: Thomas Langhoff
- Münchner Kammerspiele – Franz Xaver Kroetz – Nicht Fisch Nicht Fleisch – Regie: Franz Xaver Kroetz
- Münchner Kammerspiele – Samuel Beckett – Warten auf Godot – Regie: George Tabori (mit Peter Lühr und Thomas Holtzmann)

## 22. Theatertreffen 1985
- Deutsche Oper Berlin – Charles Jennens und Georg Friedrich Händel – Der Messias – Regie: Achim Freyer
- Freie Volksbühne Berlin – Joshua Sobol – Ghetto – Regie: Peter Zadek (mit Esther Ofarim und Ulrich Tukur)
- Schaubühne am Lehniner Platz Berlin – Botho Strauß – Der Park – Regie: Peter Stein
- Städtische Bühnen Freiburg – Federico García Lorca – Bernarda Albas Haus – Regie: Andrea Breth
- Deutsches Schauspielhaus Hamburg – John Hopkins – Verlorene Zeit – Regie: Peter Zadek
- Münchner Kammerspiele – Friedrich Schiller – Don Karlos – Regie: Alexander Lang
- Münchner Kammerspiele – Georg Büchner – Woyzeck – Regie: Benjamin Korn
- Staatstheater Stuttgart – Friedrich Schiller – Wilhelm Tell – Regie: Hansgünther Heyme
- Burgtheater Wien – Lars Norén – Dämonen – Regie: Dieter Giesing
- Burgtheater Wien – Verbrechen und Strafe nach Fjodor Dostojewski – Regie: Juri Ljubimow
- Burgtheater Wien – Sean O’Casey – Der Pflug und die Sterne – Regie: Thomas Langhoff
- Wuppertaler Bühnen – Pina Bausch – Auf dem Gebirge hat man ein Geschrei gehört – Inszenierung und Choreographie: Pina Bausch

## 23. Theatertreffen 1986
- Schaubühne am Lehniner Platz Berlin – Pierre Carlet de Marivaux – Triumph der Liebe – Regie: Luc Bondy
- Schauspielhaus Bochum – Thomas Bernhard – Der Theatermacher – Regie: Claus Peymann (mit Traugott Buhre als Theatermacher)
- Schauspiel Bonn – Heinrich von Kleist – Amphitryon – Regie: Jossi Wieler
- Theater  Bremen – Reinhild Hoffmann – Föhn – Choreographie: Reinhild Hoffmann
- Thalia-Theater Hamburg – Sophokles – König Ödipus – Regie: Jürgen Gosch
- Bayerisches Staatsschauspiel München – Herbert Achternbusch – Gust – Regie: Herbert Achternbusch
- Staatstheater Stuttgart – David Mamet – Hanglage Meerblick – Regie: Dieter Giesing

## 24. Theatertreffen 1987
- Schauspielhaus Bochum – Franz Xaver Kroetz – Der Nusser – Regie: Franz Xaver Kroetz
- Schauspielhaus Bochum – Julien Green – Süden – Regie: Andrea Breth (in den Hauptrollen Wolfgang Michael und Andrea Clausen)
- Schauspiel Bonn – Gotthold Ephraim Lessing – Miss Sara Sampson – Regie: David Mouchtar-Samorai und Johann Sauer
- Städtische Bühnen Freiburg – Thomas Strittmatter – Viehjud Levi – Regie: Kai Braak
- Thalia Theater Hamburg – Heiner Müller – Hamletmaschine – Regie: Robert Wilson
- Nationaltheater Mannheim – Bernard-Marie Koltès – Quai West – Regie: Jürgen Bosse
- Bayerisches Staatsschauspiel München – Jane Bowles – Im Gartenhaus – Regie: Thomas Schulte-Michels
- Münchner Kammerspiele – William Shakespeare – Troilus und Cressida – Regie: Dieter Dorn (in den Hauptrollen Sunnyi Melles und Peter Lühr)
- Bayerisches Staatsschauspiel München – Arthur Schnitzler – Professor Bernhardi – Regie: Volker Hesse
- Burgtheater Wien – Lars Norén – Nachtwache – Regie: Alfred Kirchner
- Burgtheater Wien – Thomas Bernhard – Ritter. Dene. Voss – Regie: Claus Peymann (mit Ilse Ritter, Kirsten Dene und Gert Voss)
- Burgtheater Wien – William Shakespeare – Richard III. – Regie: Claus Peymann (mit Gert Voss als Richard)

## 25. Theatertreffen 1988
- Schaubühne am Lehniner Platz Berlin – Jean Racine – Phädra – Regie: Peter Stein
- Schiller Theater Berlin (Schloßpark-Theater) – Doris Lessing – Jedem seine eigene Wildnis Regie: Fred Berndt (mit Tatjana Seibt, Max Volkert Martens und Christiane Leuchtmann)
- Schauspiel Bonn – Rainald Goetz – Krieg. Teil 1 – Regie: Hans Hollmann
- Städtische Bühnen Dortmund – Anton P. Tschechow – Platonow – Regie: Annegret Ritzel
- Schauspiel Frankfurt am Main – Gerhart Hauptmann – Vor Sonnenaufgang – Regie: Einar Schleef
- Deutsches Schauspielhaus Hamburg – Frank Wedekind – Lulu – Regie: Peter Zadek (mit Susanne Lothar als Lulu, Ulrich Wildgruber, Ulrich Tukur und Heinz Schubert)
- Theater der Stadt Heidelberg – William Shakespeare – Macbeth – Inszenierung und Choreographie: Johann Kresnik
- Schlosstheater Moers – Bertolt Brecht – Leben des Galilei – Regie: Holk Freytag
- Theater an der Ruhr Mülheim – Jean-Paul Sartre – Tote ohne Begräbnis – Regie: Roberto Ciulli
- Münchner Kammerspiele – Jean Racine – Phädra – Regie: Alexander Lang (mit Gisela Stein)
- Staatstheater Stuttgart – August Strindberg – Ein Traumspiel – Regie: Axel Manthey
- Burgtheater Wien – Bertolt Brecht – Der aufhaltsame Aufstieg des Arturo Ui – Regie: Alfred Kirchner
- Burgtheater Wien – Achim Freyer, Dieter Schnebel, Urs Troller – Metamorphosen des Ovid – Regie: Achim Freyer
- Burgtheater Wien – George Tabori – Mein Kampf – Regie: George Tabori

## 26. Theatertreffen 1989
- Basler Theater – Heinrich von Kleist – Das Käthchen von Heilbronn – Regie: Cesare Lievi
- Deutsches Theater Berlin – Heiner Müller – Der Lohndrücker – Regie: Heiner Müller
- Maxim Gorki Theater Berlin – Volker Braun – Die Übergangsgesellschaft – Regie: Thomas Langhoff
- Schaubühne am Lehniner Platz Berlin – Botho Strauß – Die Zeit und das Zimmer – Regie: Luc Bondy
- Theater Bremen – Ernst Barlach – Der arme Vetter – Regie: Günter Krämer
- Thalia Theater Hamburg – Bernard-Marie Koltès – Rückkehr in die Wüste – Regie: Alexander Lang
- Thalia Theater Hamburg – Anton P. Tschechow – Platonow – Regie: Jürgen Flimm
- Münchner Kammerspiele – Botho Strauß – Besucher – Regie: Dieter Dorn (mit Cornelia Froboess und Heinz Bennent)
- Staatstheater Schwerin – N. R. Erdman – Der Selbstmörder – Regie: Horst Hawemann
- Staatstheater Schwerin – So haltet die Freude recht fest (FDJ-Lieder / Deutsche Volkslieder) Regie: Christoph Schroth
- Burgtheater Wien – Thomas Bernhard – Heldenplatz – Regie: Claus Peymann

Siehe auch:
- Berliner Theatertreffen 1964 bis 1969
- Berliner Theatertreffen 1970 bis 1979
- Berliner Theatertreffen 1990 bis 1999
- Berliner Theatertreffen 2000 bis 2009
- Berliner Theatertreffen 2010 bis 2019
- Berliner Theatertreffen 2020 bis 2029